# Marietje Schaake
Maria Renske (Marietje) Schaake (Leiden, 28 d'octubre de 1978) és una política neerlandesa militant dels Demòcrates 66 que és diputada del Parlament Europeu, amb el Partit de l'Aliança dels Liberals i Demòcrates per Europa (ALDE) des de juliol de 2009.